# Rakowiec (powiat siedlecki)
Rakowiec – wieś w Polsce, położona w województwie mazowieckim, w powiecie siedleckim, w gminie Siedlce. Ma status sołectwa. Leży 3 km na południowy zachód od centrum Siedlec, nad Muchawką.
Miejscowość podlega rzymskokatolickiej parafii św. Józefa Robotnika w Wołyńcach.
Przez wieś przebiega droga powiatowa Siedlce-Domanice i droga gminna do miejscowości Żelków-Kolonia.
W latach 1975–1998 miejscowość należała administracyjnie do województwa siedleckiego.